# Літературна премія «Берег надії» імені Василя Симоненка
Літературна премія «Берег надії» імені Василя Симоненка — обласна літературна премія для вшанування пам'яті поета Василя Симоненка та заохочення професійних і непрофесійних літераторів, які проживають в Україні та за її межами, до нових творчих пошуків у галузі літератури, до створення високохудожніх літературних творів громадянського звучання, спрямована на відродження духовності, на побудову незалежної демократичної України.

## Історія премії
Заснована вперше у 1986 році як щорічна обласна літературно-мистецька премія імені Василя Симоненка. Співзасновниками виступили бюро Черкаської обласної організації Спілки письменників України та президія правління Черкаської обласної організації Добровільного товариства любителів книги України.
Лауреатів визначали лише в 1986 році. 1994 року за рішенням Черкаської обласної ради премія відродилася як обласна літературно-публіцистична премія «Берег надії» імені Василя Симоненка. Починаючи з 1995 року її присуджують щорічно у день народження поета, 8 січня.
У 2000, а потім у 2007 році в Положенні про премію сталися суттєві зміни: з літературно-публіцистичної вона стала лише літературною, але географія претендентів на премію значно розширилася. Тепер ними можуть бути професійні письменники і непрофесійні літератори, які проживають в Україні та за її межами.
З 2000 року премія мала назву — обласна літературна премія «Берег надії» імені Василя Симоненка. З 2007 року — це обласна літературна премія імені Василя Симоненка.

## Порядок присудження і вручення премії
Вік учасників — необмежений. Присуджується один раз на рік до дня народження Василя Симоненка — 8 січня, вручається в місті Черкаси. Конкурс на здобуття премії оголошується 1 липня. Прийом робіт на конкурс закінчується 1 грудня. Підбиття підсумків конкурсу завершується до 15 грудня.
Розмір премії — 15 000 грн. (до 2012 р. — 3 000 грн.).
2014 року цю премію об'єднано із заснованою 2012 року Всеукраїнською літературною премією імені Василя Симоненка.

## Лавреати
1986 — письменник Федір Моргун (м. Черкаси) за збірку поезій «Час віддарунку»; артист Черкаської обласної філармонії Юрій Смолянський (м. Черкаси) за концертні програми та популяризацію творчості Василя Симоненка.

1995 — письменник Сергій Носань, режисер Алім Ситник, актор Андрій Жила (м. Черкаси) за виставу «Остання мить» у постановці Черкаського обласного музично-драматичного театру ім. Т. Г. Шевченка.

1996 — письменник Микола Негода (м. Черкаси) за збірку поезій «Чорний біль» та драматичну поему «Гетьман».

1997 — письменник Олекса Озірний (м. Звенигородка) за збірки поезій «Проща» та «Козацький цвинтар».

1998 — письменник Іван Дробний (м. Золотоноша) за збірку поезій «Груша серед поля» та літературознавчі й публіцистичні виступи в обласній та республіканській періодиці.

1999 — творча група облтелерадіокомпанії — автор сценаріїв Катерина Таран, режисер Олександр Підгаєвський, оператор Олександр Таран (м. Черкаси) за відеофільми «Груша серед поля», «Під вітрилами світанків», «Обличчям вперед».

2000 — письменник, журналіст Григорій Білоус (м. Черкаси) за збірку поезій «Терноцвіт» і документально-публіцистичні відеофільми.

2001 — поетеса Наталя Віргуш (м. Черкаси) за збірки поезій «Золоті сліди» та «Дорога до світла».

2002 — поет Олекса Лищенко (м. Черкаси) за збірки віршів «Крутозлами» та «Екзамени волі».

2003 — письменник, літературознавець Михайло Слабошпицький (м. Київ) за книгу історичних ессе «З голосу нашої Кліо».

2004 — письменниця, літературознавець Валентина Коваленко (м. Черкаси) за книгу поезій та прози «Трунок Сварожого рога».

2005 — поет Ігор Забудський (м. Черкаси) за книгу поезій «Завтра моє»; поет Петро Поліщук (м. Умань) за збірку поезій «Любосвіт».

2006 — журналіст Микола Сніжко (м. Черкаси) за книгу спогадів «Оводи Василя Симоненка».

2007 — письменник, літературознавець Василь Пахаренко (м. Черкаси) за книги «Віті єдиного древа. Україна Східна і Західна в апокаліпсисі ХХ ст.» «Як він ішов» (Духовний профіль Василя Симоненка на тлі його доби).

2008 — письменник Михайло Іванченко (с. Гусакове, Звенигородський район) за роман-хроніку «Дума про Вільних Козаків»; поет, перекладач, прозаїк Валерій Кикоть (м. Черкаси) за книгу поезії і прози «Квітка у вогні»; фотокореспондент Ігор Осадчий (м. Черкаси) за фотолітопис життя і творчості Василя Симоненка.

2009 — поетеса Валентина Кузьменко-Волошина (м. Черкаси) за збірку віршів «Квітка любові»; поет Микола Тютюнник (м. Первомайськ Луганської обл.) за історичний роман у віршах «Маруся Богуславка».

2010 — поет Василь Місевич (Чернівецька область) за збірку віршів «Росою тиша миє очі».

2011 — поет Леонід Даценко (м. Черкаси) за збірку віршів «І янгол з автоматом на плечі».

2012 — поет Сергій Руднєв (м. Черкаси) за збірку віршів «Жарини слів».

2013 — письменник Юрій Тупицький (с. Воронинці, Чорнобаївський район) за збірку повістей «Далекий поклик любові».